# Cuphea pseudosilene
Cuphea pseudosilene är en fackelblomsväxtart som beskrevs av August Heinrich Rudolf Grisebach. Cuphea pseudosilene ingår i släktet blossblommor, och familjen fackelblomsväxter. Inga underarter finns listade i Catalogue of Life.